# Irland i olympiska sommarspelen 1984
Irland deltog i de olympiska sommarspelen 1984 i tio sporter, och landet tog totalt en silvermedalj.

## Boxning
Lätt flugvikt
- Gerard Hawkins
  - Första omgången — Bye
  - Andra omgången — Förlorade mot Salvatore Todisco (ITA), 0:5

Bantamvikt
- Phillip Sutcliffe
  - Första omgången — Bye
  - Andra omgången — Förlorade mot Maurizio Stecca (ITA), 0:5

## Bågskytte
Damernas individuella
- Hazel Greene — 2440 poäng (→ 20:e plats)
- Mary Vaughan — 2298 poäng (→ 39:e plats)

## Cykling
Herrarnas linjelopp
- Martin Earley
- Paul Kimmage
- Gary Thomson
- Séamus Downey

Herrarnas lagtempolopp
- Philip Cassidy, Martin Earley, Paul Kimmage och Gary Thomson

## Friidrott
Herrarnas 800 meter
- Marcus O'Sullivan

Herrarnas 1 500 meter
- Marcus O'Sullivan
- Paul Donovan
- Frank O'Mara

Herrarnas 5 000 meter
- Ray Flynn
  - Heat — 13:46,84
  - Semifinal — 13:40,74
  - Final — 13:34,50 (→ 11:e plats)

Herrarnas 10 000 meter
- John Treacy
  - Kval — 28:18,13
  - Final — 28:28,68 (→ 9:e plats)

Herrarnas maraton
- John Treacy
  - Final — 2:09:56 (→  Silver)

- Jerry Kiernan
  - Final — 2:12:20 (→ 9:e plats)

- Dick Hooper
  - Final — 2:24:41 (→ 51:a plats)

Herrarnas 3 000 meter hinder
- Liam O'Brien

Herrarnas släggkastning
- Declan Hegarty
  - Kval — 70,56m (→ gick inte vidare)

- Conor McCullough
  - Kval — 65,56m (→ gick inte vidare)

Damernas 800 meter
- - Caroline O'Shea

Damernas 3 000 meter
- Monica Joyce
  - Heat — 8:54,34 (→ gick inte vidare)

- Roisin Smyth
  - Heat — 9.01,69 (→ gick inte vidare)

Damernas maraton
- Regina Joyce
  - Final — 2:37:57 (→ 23:e plats)

- Carey May
  - Final — 2:41:27 (→ 28:e plats)

Damernas 400 meter häck
- Mary Parr
  - Heat — 1:01,66 (→ gick inte vidare)

Damernas diskuskastning
- Patricia Walsh
  - Kval — 54,42m
  - Final — 55,38m (→ 9:e plats)

## Kanotsport
Herrarnas K-1 500 m
- Ian Pringle

Herrarnas K-1 1000 m
- Ian Pringle